# Superliga malého fotbalu
Superliga malého fotbalu je amatérská soutěž v malém fotbale, fungující pod záštitou Asociace malého fotbalu České republiky.

## Systém soutěže

### Základní část
Základní část se hraje od září do dubna, od půlky listopadu do půlky března je zimní přestávka. 10 účastníků soutěže je pro základní část po 5 rozděleno do skupin Západ a Východ. V těchto skupinách se týmy mezi sebou utkávají dvakrát systémem každý s každým. Každý tým tedy odehraje celkem 8 utkání.  

### Play-off
Po základní části následuje play-off, do kterého postoupí 4 nejlepší týmy z každé skupiny.  
Čtvrtfinále a semifinále se hrají systémem dvojzápasů doma - venku. Finále se hraje na jedno utkání.  

## Týmy

### Přehled týmů
| Tým                      | Počet účastí | První účast | Poslední účast |
| ------------------------ | ------------ | ----------- | -------------- |
| Hanspaulka Praha         | 10           | 2015/2016   | 2024/2025      |
| L&B reality Vikings Brno | 10           | 2015/2016   | 2024/2025      |
| Most                     | 10           | 2015/2016   | 2024/2025      |
| Blanensko                | 10           | 2015/2016   | 2024/2025      |
| GOATS Polabí             | 4            | 2020/2021   | 2023/2024      |
| Jihlava Miners           | 10           | 2015/2016   | 2024/2025      |
| MF Baník Ostrava         | 4            | 2020/2021   | 2023/2024      |
| Milovice                 | 1            | 2015/2016   | 2015/2016      |
| Olomouc Mighty Ducks     | 9            | 2016/2017   | 2024/2025      |
| PAMAKO Pardubice         | 10           | 2015/2016   | 2024/2025      |
| Partyzan Příbram         | 10           | 2015/2016   | 2024/2025      |
| Predátoři Praha          | 5            | 2020/2021   | 2024/2025      |
| Rytíři Plzeň             | 7            | 2018/2019   | 2024/2025      |

 Tučně zvýrazněni jsou účastníci ročníku 2024/2025.

### Účastníci ročníku 2024/2025
| Tým                      | Město     | Hřiště                                                      |
| ------------------------ | --------- | ----------------------------------------------------------- |
| Hanspaulka Praha         | Praha     | ABC Braník fotbal z.s., Za mlýnem 1774/12, Praha 4 - Braník |
| L&B reality Vikings Brno | Brno      | TC Lužánky Malý fotbal, Brno                                |
| Most                     | Most      | Obránců míru 2944, Most                                     |
| Blanensko                | Boskovice | Dukelská 2286, Boskovice                                    |
| Jihlava Miners           | Jihlava   | Na Stoupách 28, Jihlava                                     |
| Olomouc Mighty Ducks     | Olomouc   | Svatoplukova 11, Olomouc                                    |
| PAMAKO Pardubice         | Pardubice | CFIG Aréna, Pardubice                                       |
| Partyzan Příbram         | Příbram   | Žižkova 326, Příbram                                        |
| Predátoři Praha          | Praha     | ABC Braník fotbal z.s., Za mlýnem 1774/12, Praha 4 - Braník |
| Rytíři Plzeň             | Chotěšov  | Máchova 517, Chotěšov                                       |

## Vítězové

### Přehled
| Sezóna    | Celkový vítěz            | Celkový vítěz            | Celkový vítěz            | Celkový vítěz            |
| --------- | ------------------------ | ------------------------ | ------------------------ | ------------------------ |
| 2015/2016 | Hanspaulka Praha         | Hanspaulka Praha         | Hanspaulka Praha         | Hanspaulka Praha         |
| 2016/2017 | L&B reality Vikings Brno | L&B reality Vikings Brno | L&B reality Vikings Brno | L&B reality Vikings Brno |
| 2017/2018 | Hanspaulka Praha         | Hanspaulka Praha         | Hanspaulka Praha         | Hanspaulka Praha         |
| 2018/2019 | L&B reality Vikings Brno | L&B reality Vikings Brno | L&B reality Vikings Brno | L&B reality Vikings Brno |
| 2019/2020 | L&B reality Vikings Brno | L&B reality Vikings Brno | L&B reality Vikings Brno | L&B reality Vikings Brno |
| Sezóna    | Vítěz základní části     | Celkový vítěz            | Poražený finalista       | Skóre finálového utkání  |
| 2020/2021 | L&B reality Vikings Brno | L&B reality Vikings Brno | Jihlava Miners           | 4:3 po penaltách         |
| 2021/2022 | Hanspaulka Praha         | Hanspaulka Praha         | L&B reality Vikings Brno | 3:2 po penaltách         |
| 2022/2023 | Partyzan Příbram         | Most                     | Partyzan Příbram         | 3:2 po penaltách         |
| 2023/2024 | Hanspaulka Praha         | Hanspaulka Praha         | Partyzan Příbram         | 4:3                      |
| 2024/2025 | Partyzan Příbram         | Partyzan Příbram         | L&B reality Vikings Brno | 4:2                      |

1. ↑  Mezi lety 2015 a 2020 se hrála pouze základní část.

### Tabulka
| Klub                     | Tituly | Vítězné ročníky                    |
| ------------------------ | ------ | ---------------------------------- |
| Hanspaulka Praha         | 4      | 2015/16, 2017/18, 2021/22, 2023/24 |
| L&B reality Vikings Brno | 4      | 2016/17, 2018/19, 2019/20, 2020/21 |
| Most                     | 1      | 2022/23                            |
| Partyzan Příbram         | 1      | 2024/25                            |